# ノアの燔祭 (ミケランジェロ)
『ノアの燔祭』（ノアのはんさい、伊: Il Sacrificio di Noè, 英: The Sacrifice of Noah）は、盛期ルネサンスのイタリアの巨匠ミケランジェロ・ブオナローティが1509年に制作した絵画である。フレスコ画。主題は『旧約聖書』「創世記」第8章で言及されている大洪水を生き延びたノアが行った燔祭から採られている。ローマ教皇ユリウス2世の委託によって、ローマのバチカン宮殿内に建築されたシスティーナ礼拝堂の天井画の一部として描かれた。天井画の中心部分は9つのベイに区分され、主題は『旧約聖書』「創世記」から大きく3つのテーマ、9つの場面がとられた。『ノアの燔祭』は第7のベイの中心となる作品で、その両側に『エリュトレイアの巫女』（La Sibilla Eritrea）と『預言者イザヤ』（Il profeta Isaia）とともに描かれた。

## 主題
ノアの燔祭は大洪水後のエピソードである。大洪水が起きて150日が過ぎた頃、ようやく水が減り始め、箱舟はアララト山に漂着した。それからさらに3か月ほど過ぎ、ノアが窓を開いて鳩を放つと、鳩はオリーブの葉をくわえて戻ってきた。さらにのち、洪水の水が引いて大地が乾いたことを知ると、ノアは箱舟から出て唯一神のために祭壇を築いた。そしてすべての家畜と鳥のうちから供物となるものを選び、祭壇の上で焼いて捧げた。唯一神は供物の香りをかぐと、今回のように大地を呪い、生きとし生けるものをことごとく滅ぼすような大洪水を起こすことは二度としないと言った。

## 作品

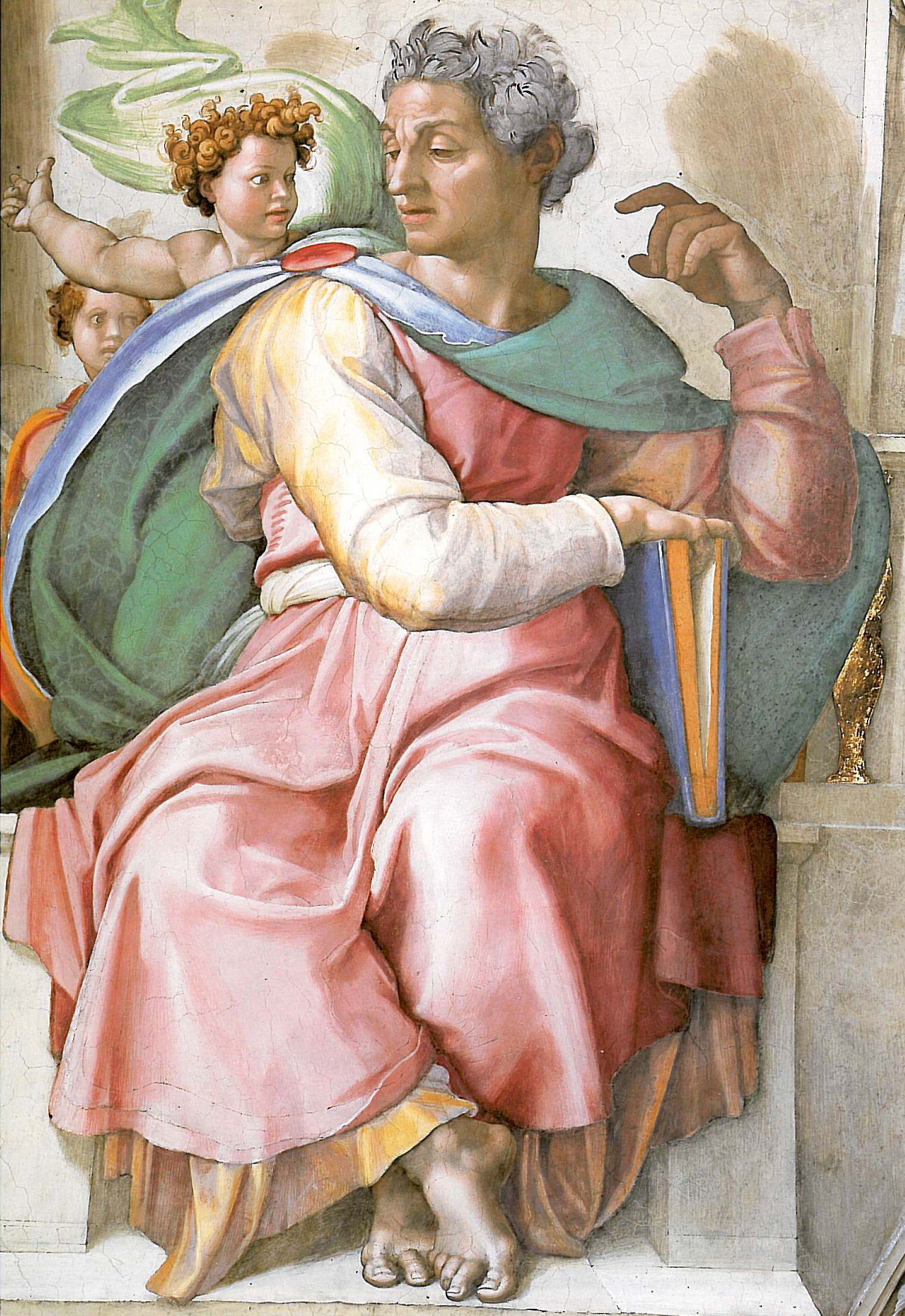
同じく第7のベイに描かれた『預言者イザヤ』。

ミケランジェロは天井画の最も高い場所に配置された『旧約聖書』の場面を囲むように、その下方に巨大な7人の預言者と5人の巫女（シビュラ）の図像を交互に配置した。第7のベイから第9のベイには「創世記」のノアの物語を主題とするフレスコ画が描かれており、他の『旧約聖書』の場面よりも入口に近い場所に位置している。このうち第7のベイに描かれた『ノアの燔祭』はノアの物語の最初の1つであり、『ノアの燔祭』を中心として『エリュトライの巫女』と『預言者イザヤ』が配置された。もっとも、エピソードの順番は前後しており、大洪水後のエピソードであるにもかかわらず、『大洪水』の前に置かれている。おそらくミケランジェロは天井画のうちの最も大きな画面の1つを『大洪水』のために取っておきたかったと思われる。
ノアの一族は神に犠牲獣を捧げる燔祭の準備をしている。前景で犠牲獣を屠殺しているのはノアの3人の若い息子たちセム・ハム・ヤペテである。年老いたノアとその妻はとともに祭壇中央の穴から立ち上る炎の後ろに立っている。その右隣では息子の妻が祭壇の炎に燃え木をかざしているが、祭壇の炎の熱が強いために炎から顔を背けている。前景では少年が薪を運んでいる横で、息子の1人が屠殺された牡羊の上にまたがり、月桂冠を戴いた別の息子の妻の手から犠牲獣の内臓を受け取っている。画面左には牛や馬など洪水を生き延びた家畜たちがおり、別の息子がこれらの家畜の中から別の牡羊を屠殺場に連れて行こうとしている。さらにもう1人の息子は祭壇内部で燃え盛る炎に息を吹きかけている。この火を吹く息子の描写は『旧約聖書』「イザヤ書」第54章との関連が指摘されている。同箇所で唯一神は預言者イザヤに語りかけた言葉の中で、ノアの大洪水のようなことを二度と起こさないと誓った「創世記」のエピソードについて言及し、「平安を与える契約が動くことはない」と改めて宣言した。またそのあと、唯一神は炭火を吹いて武器を造る鍛冶職人も、またその武器で荒し滅ぼす者も、自分が創造した者であるが、イザヤは義によって堅く立つものであるがゆえに、イザヤと争う者はすべて倒れるだろうと述べている。ミケランジェロは『ノアの燔祭』の隣に『預言者イザヤ』を配置することで、鑑賞者に神がノアと交わした契約を想起させ、また『ノアの燔祭』で火を吹く人物像を描くことで『預言者イザヤ』との結びつきを強化している。

### 燃え木と犠牲のモチーフ
ミケランジェロは燔祭のエピソードを聖母マリアの誕生とイエス・キリストの磔刑を予告するものとして燃え木と犠牲のモチーフを用いて表現し、本作品と『エリュトライの巫女』および『預言者イザヤ』とを同じモチーフで結びつけた。祭壇の後方に立つ息子の妻のポーズはギリシア神話に登場するカリュドン王妃アルタイアを彫刻したローマ時代の石棺に由来する。神話によるとアルタイアは息子メレアグロスが生まれたとき、運命の女神モイラたちから息子の命は暖炉で燃えている薪が燃え尽きる間しか続かないと予言され、命の薪を大切に保管していたが、彼女の兄弟たちがメレアグロスに殺されたとき、その薪を燃やしてしまった。

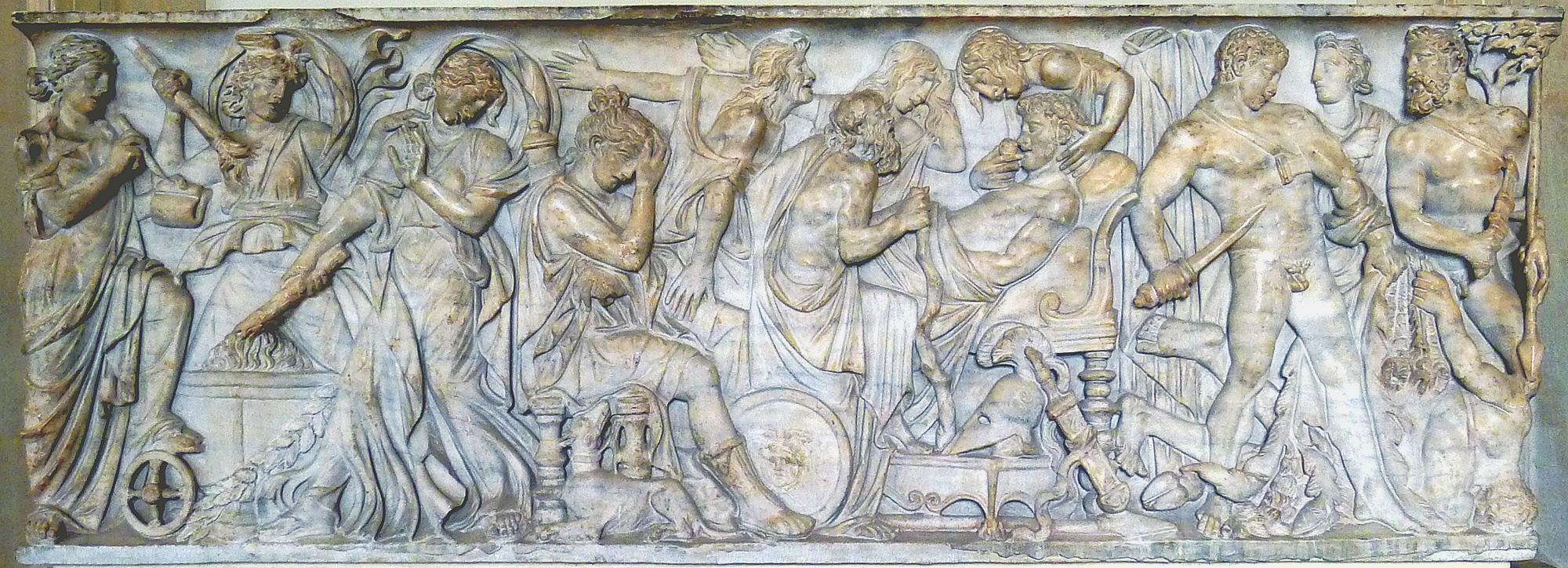
メレアグロスの死を主題とする古代ローマの石棺。左側に命の薪を燃やすアルタイアの作例がある。ルーヴル美術館所蔵。

『シビュラの託宣』ではエリュトライのシビュラはノアの息子の妻であると述べられている。そこで本作品の祭壇の炎に燃え木をかざしている息子の妻は『エリュトレイアの巫女』のシビュラと同じ女性であり、さらにその燃え木は『エリュトレイアの巫女』のプットーがランプを灯すために使用している松明と同じものと目されている。こうした『ノアの燔祭』と『エリュトレイアの巫女』の緊密な結びつきはおそらく聖母マリアの誕生と関連している。なぜなら、フィリッポ・バルビエーリが教皇シクストゥス4世に献呈した著作において、エリュトライのシビュラの予言の中でも特に聖母の誕生が重視されているからである。
一方、預言者イザヤは「イザヤ書」によると熾天使によって祭壇の上から取った燃える炭で唇を浄化され、罪を赦されたという人物で、メシア到来に関する預言（処女からの誕生、ダビデ王の子孫であること、キリストの受難）を数多く残した。イザヤは聖母生誕に関する預言の中で「牛はその飼主を知り、驢馬はその主人の飼い葉桶を知る」と述べ、受難に関して「唯一神は人間のすべての不義をメシアの上に置いたので、彼は虐げられ苦しめられたけれど、屠殺場に引かれて行く小羊のように口を開かなかった」と述べた。こうした「イザヤ書」で言及されたような家畜たちや屠殺場に引かれて行く小羊を『ノアの燔祭』に描くことで、ミケランジェロは他の2作品と緊密なつながりを構築しつつ、聖母生誕とキリストの磔刑を予告している。

### 色彩
圧縮された構図は鋭角的な隅々で変化する曲線的なリズムを持ち、屠殺される動物の悲劇性とその動勢、赤い内臓と熱せられた祭壇内部は鑑賞者の心に訴えかける力を持つ。犠牲獣の上にまたがった息子の1人の金灰色の髪はそのすぐ上で燃え上がる祭壇の炎と同一化され、呼応するかのように渦巻いている。ノアの薄紫色の外衣は天地創造の場面に登場する唯一神の天衣を予示しており、ノアの老いた妻の白い被り物が『ペルシアの巫女』（La Sibilla Persica）のヴェールで繰り返されることと類似している。

## 来歴
本作品はミケランジェロの死後間もなく酷い損傷を受けた。そのため、画面左に立っているノアの息子の左足と爪先を除いた部分や、月桂冠を戴いた別の妻の頭部と上腕部分を修復する必要があった。近年は1980年から1989年に行われた修復により、過去に行われた加筆や変色したワニスが除去され、制作当時の色彩が取り戻された。

## ギャラリー

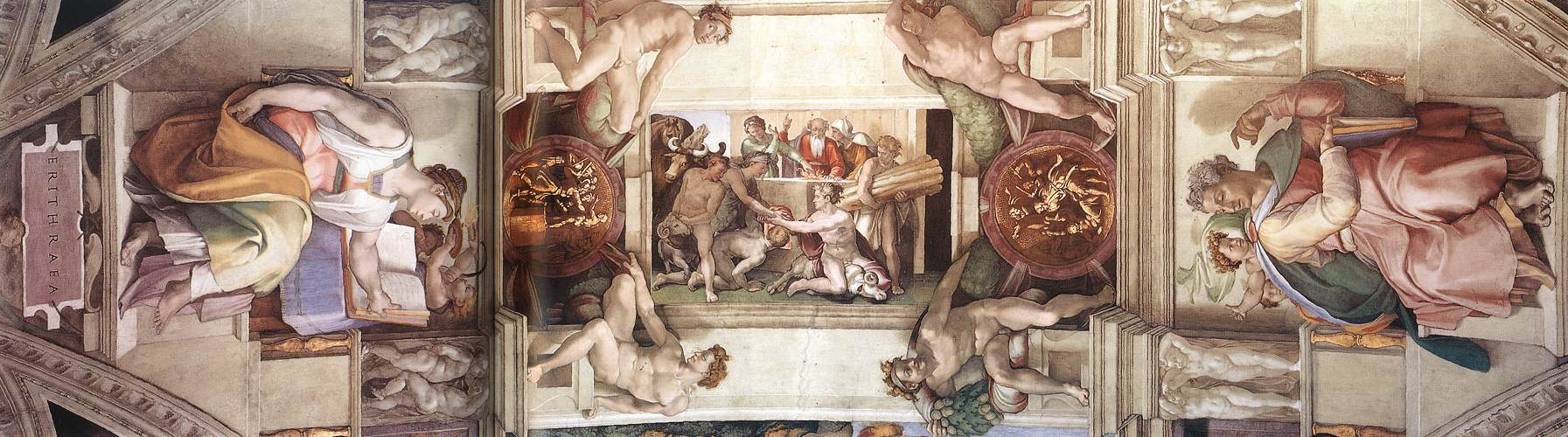
第7のベイは『ノアの燔祭』およびその両側に『預言者イザヤ』と『エリュトレイアの巫女』が描かれた。

関連する画像

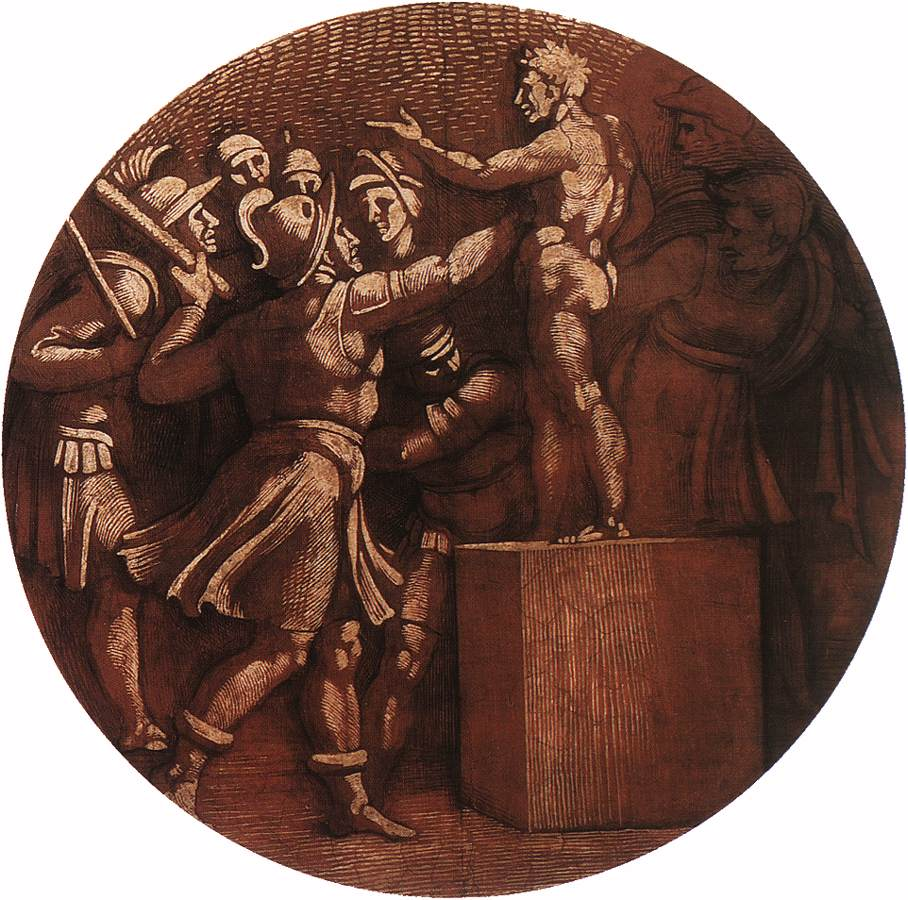
メダイヨンの『バアル神像の破壊』
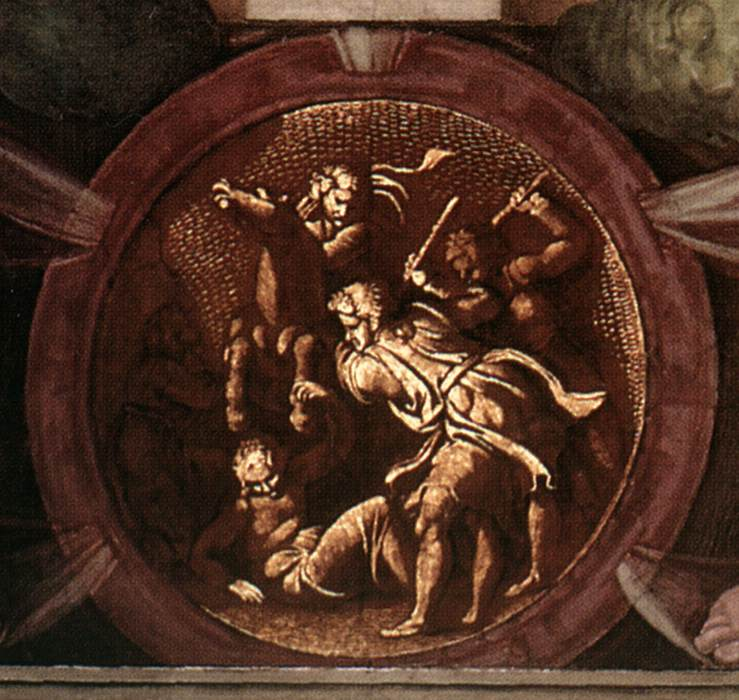
メダイヨンの『ウリヤの死』